# Рахленко, Елена Александровна
Елена Александровна Рахленко (род. 2 ноября 1945, Таллин) — советская и российская актриса театра, заслуженная артистка России (1997).

## Биография
Елена Рахленко — дочь известных ленинградских артистов Марии Филипповны Мамкиной (1919—1977) и Александра Гдальевича (Григорьевича) Рахленко (1918—1959), племянница народного артиста СССР Леона Гдальевича Рахленко. С 1959 года играла в самодеятельном театре — «пионерском театре» Владимира Поболя, где познакомилась с Владимиром Особиком, ставшим позже её мужем.
В 1967 году окончила Ленинградский государственный институт театра, музыки и кинематографии (ЛГИТМиК) (курс Г. А. Товстоногова) и в том же году была принята в труппу Театра им. Комиссаржевской.
С 1991 года — актриса театра-студии «На Поклонной», в 1992 году — актриса Театра им. Ленсовета, с 21 сентября 1992 года — актриса Театра Сатиры на Васильевском.

## Роли в театре

### Театр Сатиры на Васильевском
- 1993 — «Хелло, мистер Такер!..» Нила Саймона — Стеффи
- 1993 — «Женитьба» Н. В. Гоголя — Фекла Ивановна
- 1993 — «На Декамерон» Э. Радзинского — Актриса, Мать, Дрына, Тата

### Роли на телевидении
- 1981 — «Похищение чародея», реж. Г. Селянин — тетка княжны Магды